# Алонов, Юрий Георгиевич
Алонов Юрий Георгиевич — советский и российский архитектор и педагог, специализирующийся на православной церковной архитектуре.
Кандидат архитектуры, профессор кафедры Основ архитектурного проектирования и кафедры Храмового зодчества Московского архитектурного института (МАрхИ).

## Биография
Окончил Московский архитектурный институт (МАрхИ) в 1970 году.
После окончания преподает на кафедре ОАП (Основы архитектурного проектирования), с 2016 года преподает на кафедре Храмового зодчества.
Стаж педагогической работы в ВУЗах составляет 40 лет.
В 1976 году защитил диссертацию на соискание учёной степени кандидата архитектуры. Тема диссертации: «Принципы архитектурно-пространственной организации экспозиционной зоны современных зоопарков». Исследование Ю. Г. Алонова посвящено вопросам организации экспозиционной зоны зоопарка, композиционным ядром которой автор считает крупные закрытые сооружения для животных. Введено в научный оборот понятие «искусственный участок обитания» — основная пространственная единица панорамной зоны. Всего в зоопарке выделяется 5 функциональных зон: экспозиционная, обслуживания, хозяйственная, зона для ветеринарной и научно-исследовательской работы, административная.
Ученое звание доцента присвоено в 1996 году; в должности профессора с 2000 года.
Почетный работник высшего профессионального образования Российской Федерации.
С 1986 года член Союза архитекторов (СА) РФ.
Статьи в архитектурных журналах и научных конференциях МАРХИ — порядка 20 шт.
Профессионально-творческие работы:
- постройки — около 30 (в том числе 3 храма, 5 часовен, иконостасы и интерьеры),
- проекты — более 20 шт.

Автор учебника «Композиционное моделирование. Курс объемно-пространственного формообразования в архитектуре».

### Автор проектов
- Комплекс проектных работ в Свято-Даниловом монастыре (интерьеры храмов, резиденции Патриарха, дома настоятеля, авторские проекты часовен).
- Храм-часовня Св. Александра Невского в г. Королеве /Первая в истории храмоздательства в России построенная часовня, совмещенная в одном объёме с колокольней/.
- Эскизный проект Храма Священномученика Владимира[3][4][5] в г. Королеве.
- Храм Лазаря Праведного на Пыхтинском кладбище.
- Храм Новомучеников Подольских в Шишкином Лесе.
- Церковь Покрова Пресвятой Богородицы в Высокопетровском монастыре (интерьеры, внутренний/внешний декор, иконостас).
- Оформление раки Св. Серафима Саровского в Серафимо-Дивеевском монастыре.
- Конкурсный проект храма, приуроченный к празднованию Тысячелетия Крещения Руси, 1988[6].
- Конкурсный проект храма На Крови в Екатеринбурге, на месте бывшего дома Ипатьева и застройки прилегающей территории Вознесенской горки, 1991 (II премия).
- Памятный знак, приуроченный к празднованию 850-летия Москвы.

### Основные постройки
- Часовня надкладезная в Даниловом монастыре (Москва, ул. Даниловский вал, 22), период работ: 1988.
- Часовня поминальная в Даниловом монастыре[7] (Москва, ул. Даниловский вал, 22), период работ: 1988.
- Часовня Николая Чудотворца[8] при Городской клинической психиатрической больнице № 1 им. Н. А. Алексеева (Москва, Загородное ш., 2), период работ: 1994—1996.
- Церковь Покрова Пресвятой Богородицы в Высоко-Петровском монастыре — интерьеры, внутренний/внешний декор, проект иконостаса (Москва, ул. Петровка, 28, стр. 3), период работ: 1994—1996.
- Храм Лазаря Праведного[9] на Пыхтинском кладбище, период работ: 1996.
- Часовня Даниила Московского на площади Серпуховской заставы (Москва, угол ул. Большая Тульская и ул. Даниловский Вал), период работ: 1998—1999.
- Часовня Александра Невского в Королёве[10][11] (Московская обл., г. Королёв, ул. Циолковского, 26), период работ: 1998—1999.
- Храм Новомучеников Подольских в Шишкином Лесе, период работ: 2000—2004.
- Часовня Воскресения Христова в Оптиной Пустыни[12] (Калужская обл., Козельский район, г. Козельск, монастырь Оптина Пустынь), период работ: 2005—2008.
- Церковь Александра Невского в Мальцах[13] (Московская обл., Чеховский район, д. Мальцы), период работ: 2011—2013.

## Публикации
Автор учебника «Композиционное моделирование. Курс объемно-пространственного формообразования в архитектуре».
В учебнике изложены основные принципы художественного формообразования в архитектуре, подлежащие усвоению в процессе учебной творческой практики в виде композиционного моделирования в макетном виде, на первом этапе обучения. Использован опыт постановки данной дисциплины во ВХУТЕМАСе в 30-х годах XX в., развитый в последующие десятилетия.
Более 50 публикаций в сборниках профильных научных конференций, в том числе в ежегодном сборнике «Наука, образование и экспериментальное проектирование МАРХИ».

## Награды
Дипломы «Зодчество» и «Золотое сечение» за творческую работу в области современной православной архитектуры.
Грамоты Правительства Москвы и Священного Синода Русской Православной церкви.
Почетный работник высшего профессионального образования Российской Федерации.

## Членство в организациях
С 1986 года член Союза архитекторов (СА) РФ, Союза Московских Архитекторов.